# 유엔 여성지위위원회
유엔 여성지위위원회(약칭 CSW 또는 UNCSW)는 유엔의 주요 기관 중 하나인 유엔경제사회이사회 (ECOSOC) 산하의 기능위원회로, 성평등과 여성인권 보장을 목표로 한다. 회원국 대표들은 매년 뉴욕 유엔 본부에 모여 전세계 성평등 진전 상황을 평가하고 관련한 문제를 진단하며, 성평등과 여성의 지위 향상을 촉진하기 위한 국제 표준과 관련 정책을 수립한다. 2017년 4월 4일, 유엔경제사회이사회는 2018년부터 2022년까지를 임기로 하는 여성지위위원회 위원 13인을 새로 선출했다. 신규 회원국 중 하나는 자국의 여성 학대 문제로 비판을 받고 있는 사우디아라비아다.
유엔 관련 기구들은 다양한 개발계획과 교육 프로그램, 학술회의에 여성들의 참여를 독려하고 있다. 여성들은 각종 준비위원회와 전략 개발 과정에 참여하고, 간부회의 및 여러 위원회와 의정 항목을 논의하는 네트워크를 구성하며, 각종 협의체에서 로비 활동을 한다.
여성지위위원회에는 국가의 지위를 지니지 않은 주체 또한 참여한다. 각종 비정부기구가 위원회 회의와 간부회의, 관련 전문위원회에 참여하고 있으며, 뉴욕 비정부기구 여성지위위원회를 별도로 설치하여 관련 활동을 추진하고 있다. 국가가 아닌 주체의 참여를 보장하는 것은 대만과 같이 유엔 회원국 지위가 없는 주체들의 참여를 보장하기 위함이며, 실제로 대만 전국 여성단체 연합에 소속된 대만 내 비정부기구들이 유엔 여성지위위원회 회의에 참여하고 있다.

경제사회이사회의 이사국은 지역적 배분의 원칙에 따라 총 45개국으로 구성되며, 각 이사국의 대표 1인이 4년을 임기로 선출되어 여성지위위원회를 구성한다. 총 45인 중 아프리카 대표가 13인, 아시아 대표가 11인, 라틴 아메리카 및 카리브해 지역 대표 9인, 서유럽 및 기타 국가 대표 8인, 동유럽 대표 4인으로 구성된다.
여성지위위원회는 1967년 여성 차별 철폐 선언과 유엔 여성발전기금 및 국제 여성 발전 연구 및 교육 협회 설립과 같이 여성의 지위 향상을 목표로 하는 선언문과 유엔 협정 초안을 구성하는 활동을 펼친다. 제57차 회기의 주제는 "여성에 대한 모든 형태의 폭력 근절"이었으며, 회기에 앞서 여성폭력예방 전문가 협의회가 2012년 9월 17일부터 20일까지 방콕에서 개최됐다.

## 역사
유엔 여성지위위원회는 여성의 정치적·경제적·사회적·교육적 권리와 인권을 증진하고, 여성 인권과 관련한 문제를 감시하고 기록하기 위한 기구로써 1946년 설립됐다.

이는 여성 문제를 중점으로 한 유일한 유엔 공식 기구였으며, 1947년 2월 뉴욕주 레이크 석세스에서 위원회의 첫 회의가 열렸다. 당시 이에 참석한 정부 대표 15인 모두 여성이었으며, 이는 다른 유엔 관련 조직과 차별되는 점이었다. 현재도 여성지위위원회에 참여하는 대표들 다수가 여성으로 구성되고 있다. 첫 회의에서 여성지위위원회는 다음의 원칙을 선언했다.
국적. 인종, 언어, 종교에 관계 없이 모든 여성의 지위를 향상하고, 인간의 모든 영역에서 여성이 남성과 동등한 권리를 누리도록 하기 위해 법률과 법언과 관습법 및 법해석 등 모든 법적인 측면에서의 여성 차별을 철폐한다.
여성지위위원회의 초기 업적 중 하나는 세계 인권 선언문에 성평등의 시각을 도입한 것이다. 이 과정에서 인권 위원회와 마찰을 겪기도 했지만, 여성지위위원회는 선언문에 들어가는 어휘와 표현을 성인지 감수성을 고려하여 성평등한 어휘가 선언문 전문에 도입되도록 했다.

### 초기 구성원
1947년 첫 회기에 참여한 15인은 모두 여성이었다.
- 제시 메리 그레이 스트리트 (오스트레일리아)
- 에브도키아 우릴로바 (벨로루시 소비에트 사회주의 공화국) 에브도키아 우랄로바
- 주이젠[N 1] (중국, 당시 공화국)
- 그라시엘라 모랄레스 F. 데 에체베리아 (코스타리카)
- 보딜 베그트럽 (덴마크)
- 마리 헬렌 르포쇠 (프랑스)
- 사라 바스테레체아 라미레즈 ( 과테말라)
- 샤리파 하미드 알리 (인도)
- 아말리아 C. 데 카스티요 레돈 (멕시코)
- 앨리스 칸달프트 코스마 (시리아)
- 미흐리 펙타시 (튀르키예)
- 엘리자비에타 알렉세예브나 포포바, (소비에트 사회주의 공화국 연방)
- 메리 서덜랜드 (영국)
- 도로시 케니언 (미국)
- 이사벨 데 우르다네타 (베네수엘라)

### 성과 생식에 대한 권리 및 관련 활동

#### 초기활동과여성차별철폐협약
여성지위위원회는 1946년 설립 직후부터 여성인권 문제를 국제적 공론장에 올리며, 여성차별에 관련한 각종 데이터를 수집하고 다양한 방식으로 기록했다. 여성지위위원회는 또한 전세계적으로 일어난 여성주의 운동에 발을 맞추어 1976년부터 1985년까지를 기간으로하는 국제연합 여성을 위한 10개년으로 선언했다. 이 기간 동안 여성의 성 및 생식에 대한 권리는 여성지위위원회 활동의 주요한 목적이 되었고, 1981년 발효된 여성에 대한 모든 형태의 차별철폐에 관한 협약 (Convention on the Elimination of All Forms of Discrimination Against Women, CEDAW)에 이에 관한 내용이 포함됐다. 이 협약은 여성의 재생산권에 대하여 "여성의 생식이 차별의 근거가 되어서는 아니된다" 라고 명시하였다. 또한 모성의 사회적 의미를 긍정하고, 자녀돌봄과 모성 보호를 모든 여성이 보장받아야 할 필수적인 권리로 공표했다. 여성차별철폐협약은 국제조약 중 유일하게 가족계획과 관련한 내용을 명료하게 다루고 있다. 이 협약은 여성 스스로의 의사와 책임에 따라 자유롭게 자녀 계획을 수립할 수 있어야 하며, 이러한 권리를 보장하고 행사하는 데에 필요한 교육 기회와 정보에 접근할 권리를 여성이 마땅히 누려야 할 인권으로 명시하고 있다. 또한 이 협약의 조인국은 다양한 피임법을 포함한 관련 정보와 교육 등을 자국 여성들에게 제공할 책무를 지닌다. 여성의 의사에 반해 임신중단을 강제하거나, 여성을 난임 혹은 불임으로 만드는 것은 이 조약을 위반하는 행위이다. 한편 미국은 이 조약을 비준하지 않았다.
여성차별철폐협약 외에도 여성지위위원회는 여성의 성 및 생식권을 보호하기 위해 다양한 활동을 전개하고 있으며, 이를 위한 세계여성대회를 현재까지 총 4회 개최했다. 첫 대회는 1975년 멕시코시티에서, 제2차 대회는 1980년 코펜하겐에서, 제3차 대회는 1986년 나이로비에서 개최됐다.

#### 제4차 세계여성대회와베이징 행동강령
1995년 개최된 제4차 세계여성대회에서는 베이징 선언이 채택되고 베이징 행동강령이 발의됐다. 이에는 앞서 개최된 3회의 여성대회에서 다룬 여성의 요구와 권리에 관한 내용이 반영됐다. 재생산권센터는 베이징 행동강령에 대해 "여성 인권을 가장 포괄적으로 표현한 국제 조약"이라고 평가했다. 이 조약은 특히 여성의 생식권을 기본권으로 명시하며, "모든 여성은 안전하고, 효과적이고, 구하기 쉽고 스스로 납득할 수 있는 가족계획법과 법에 저촉되지 않는 인공피임법을 배우고 선택하고 이용할 수 있어야 한다"라고 기술했다. 베이징 행동강령은 또한 가입국에 임신중단에 대한 징벌적인 제도를 개선하고, 그를 대체할 가족계획법과 피임법을 보급하며, 임신중절을 한 사람에게 양질의 요양 치료를 제공할 것을 강력히 권고한다. 그리고 안전하고 건강한 임신과 출산을 인간의 권리로 여기고, 모든 여성이 지위고하를 막론하고 양질의 의료적 관리와 지원을 받을 수 있도록 촉구한다.
한편 일부 학자들은 베이징 행동강령이 청소년의 성 문제와 HIV 및 AIDS로 인한 합병증 등의 문제를 복잡하게 만들었다고 주장한다.

#### 21세기의 재생산권 문제
여성의 재생산 건강을 국제적 의제로 확립하기 위해 여성지위위원회는 밀레니엄 개발 목표를 창안하는 과정에서 활약하여 '모성보건 증진'을 다섯 번째 목표로 포함시켰다. 유엔은 이에 더하여 2005년, 피임법 보급과 청소년 임신 및 출산 문제 관리, 산전 건강관리와 가족계획법 접근 장벽 감쇄 등을 기준으로 2015년까지 모성보건에 대한 보편적 접근을 달성한다"라는 조항을 추가했다.
2013년에 개최된 57회 회기에서 발의된 관련 합의서는 재생산 건강권을 인간의 기본권으로써 중요하게 다루며, 생식 보건 상의 안전을 확보를 여성 폭력을 예방하는 수단으로 언급했다. 2013년 발표된 여성차별철폐 선언문 또한 재생산 건강의 보장을 여성 대상 폭력을 방지하는 수단으로 인식하고, 이에 영향을 미치는 사회 구조적 요인의 문제를 지적한다. 2014년 여성지위위원회가 공표한 관련 협약은 성교육과 생식 보건의 보장을 최우선 과제로 그 중요성을 다시 확인하고, 다양한 피임법을 포함한 최신 가족계획법을 모든 여성에게 보급하고 재생산 정의를 보장을 목표로 한다.

### 이란퇴출
이란 이슬람 공화국은 마사 아미니 사망 사건과 인권보장을 요구하는 시위대를 향한 이란 정부의 폭력으로 지탄을 받고 2022년 12월 여성지위위원회 회원국 자격을 박탈당했다. 회원국의 여성인권 문제로 그 지위가 박탈된 것은 위원회 설립 후 이번이 처음이다.

## 회의 보고서
- 제65차 회의 (2021)
- 제64차 회의 베이징+25 (2020)
- 제63차 회의 (2019)
- 제62차 회의 (2018)
- 제61차 회의[깨진 링크(과거 내용 찾기)] (2017)
- 제60차 회의[깨진 링크(과거 내용 찾기)] (2016)
- 제59차 회의 (2015)
- 제58차 회의 (2014)
- 제57차 회의 (2013)
- 제56차 회의 (2012)
- 제55차 회의 (2011)
- 제54차 회의 (2010)
- 제53차 회의 (2009)
- 제52차 회의 (2008)
- 제51차 회의 (2007)
- 제50차 회의 (2006)
- 제49차 회의 (2005)
- 제48차 회의 (2004)
- 제47차 회의 (2003)
- 제46차 회의 (2002)
- 제45차 회의 (2001)
- 제44차 회의 (2000)
- 제43차 회의 (1999)
- 제42차 회의 (1998)
- 제41차 회의 (1997)
- 제40차 회의 (1996)
- 제39차 회의 (1995)
- 제38차 회의 (1994)
- 제37차 회의 (1993)
- 제36차 회의 (1992)
- 제35차 회의 (1991)
- 제34차 회의 (1990)
- 제33차 회의 (1989)
- 제32차 회의 (1988)
- 1987년 회의 (1987)
- 제31차 회의 (1986)
- 제30차 회의 (1984)
- 제29차 회의 (1982)
- 제28차 회의 (1980)
- 제27차 회의 (1978)
- 제26차 회의 (1976)
- 제25차 회의 (1974)
- 제24차 회의 (1972)
- 제23차 회의 (1970)
- 제22차 회의 (1969)
- 제21차 회의 (1968)
- 제20차 회의 (1967)
- 제19차 회의 (1966)
- 제18차 회의 (1965)
- 제17차 회의 (1964)
- 제16차 회의 (1963)
- 제15차 회의 (1962)
- 제14차 회의 (1961)
- 제13차 회의 (1960)
- 제12차 회의 (1959)
- 제11차 회의 (1956)
- 제10차 회의 (1955)
- 제9차 회의 (1954)
- 제8차 회의 (1953)
- 제7차 회의 (1952)
- 제6차 회의 (1951)
- 제5차 회의 (1950)
- 제4차 회의 (1949)
- 제3차 회의 (1948)
- 제2차 회의 (1947)
- 제1차 회의 (1946)

## 같이 보기
- 세계 성별 격차 보고서
- 여성, 생명, 자유

## 참고문헌
- 알스턴, 필립. 유엔과 인권: 비판적 평가 . 뉴욕: 옥스포드 대학 출판부, 1992.
- Riofrio Bueno Martha de los A. 원주민 여성에 대한 차별에 대한 성 평등 특별 보고서 . 유엔 안전 보장 이사회, 1998
- CSW 2010년 3월 1일 회의.   에 보관됨 11월 25, 2009 - 웨이백 머신</link>
- 제인, 데바키. 여성, 개발 및 UN . 블루밍턴, 인디애나: 인디애나 대학 출판부, 2005
- NGO CSW
- 유엔 CSW 2010